# Peruaanse ansjovis
De Peruaanse ansjovis (Engraulis ringens) is een straalvinnige vis uit de familie van ansjovissen (Engraulidae), orde haringachtigen (Clupeiformes), die voorkomt in het zuidoosten van de Grote Oceaan.

## Anatomie
De Peruaanse ansjovis kan een lengte bereiken van 20 cm, een gewicht van 25 gram en kan maximaal 3 jaar oud worden. Van de zijkant gezien heeft het lichaam van de vis een langgerekte vorm, van bovenaf gezien is de vorm het beste te typeren als ovaal. De kop is min of meer recht. De staartvin is diepgevorkt. De ogen zijn normaal van vorm en zijn symmetrisch. De mond zit aan de onderkant van de kop. Deze zilverkleurige vis heeft één zijlijn, één rugvin en één aarsvin.

## Leefwijze
Het voedsel van deze vissen bestaat voornamelijk uit plankton, dat ze met behulp van hun kieuwzeefborstels uit het water filteren. Ze leven in enorme scholen met het oog op hun veiligheid. Ze volgen het plankton in zijn dagelijkse trekbeweging en dalen overdag af naar 50 meter diepte. 's Nachts stijgen ze omhoog naar de oppervlakte.

## Verspreiding en leefwijze
De Peruaanse ansjovis is een zoutwatervis die voorkomt in de zuidoostelijke Grote Oceaan in een subtropisch klimaat. De diepte waarop de soort voorkomt is 3 tot 80 m onder het wateroppervlak.
Het dieet van de vis bestaat zowel uit planten als dieren, waarmee het zich voedt door plankton uit het water te filteren.

## Relatie tot de mens
De Peruaanse ansjovis is voor de visserij van groot commercieel belang. De soort komt niet voor op de Rode Lijst van de IUCN.